# أيزاياه رشاد
أيزاياه رشاد (بالإنجليزية: Isaiah Rashad) هو رابر وكاتب أغاني أمريكي، ولد في 16 مايو 1991 في تشاتانوغا في الولايات المتحدة.

## وصلات خارجية
- أيزاياه رشاد على موقع ميوزك برينز (الإنجليزية)
- أيزاياه رشاد على موقع أول ميوزيك (الإنجليزية)
- أيزاياه رشاد على موقع ديسكوغز (الإنجليزية)